# وليام رايت سميث
وليام رايت سميث (1875-1956) (بالإنجليزية: William Wright Smith)‏ هو عالم نبات اسكتلندي.
من 1907 حتى 1910، سافر سميث إلى شمال الهند مع ابن أخته ومساعده رولاند إدغار كوبر وجمع العينات من سيكيم ونيبال والتبت وبوتان. وقد تولى كوبر في وقت لاحق دور سميث كأمين الحديقة النباتية الملكية أدنبرة.
ومن المعروف عن سميث أبحاثه على النباتات التالية:
- Beesia[3]
- Photinia loriformis[4]
- Platanthera oreophila[5]
- زهرة الربيع الجبلية Primula alpicola[6]